# تپه باستانی ملک‌آباد
تپه باستانی ملک‌آباد در روستای ملک‌آباد از توابع شهرستان ساوجبلاغ، بخش چهارباغ واقع گردیده است. ارتفاع این تپه در حال حاضر ۳ متر می‌باشد. شامل قطعات سفالی آجری و نخودی دوران اسلامی. این تپه در سال ۱۳۷۸ توسط هیئت باستان‌شناسی میراث فرهنگی کرج گمانه‌زنی شد که حاصل آن کشف یک تنور قدیمی و تعداد زیادی از سفالینه‌های مربوط به ادوار مختلف تاریخی بود.